# 叶夫根尼·巴列耶夫
叶夫根尼·巴列耶夫（俄语：Евгений Ильгизович Бареев，1966年11月21日—），俄罗斯国际象棋棋手，国际象棋特级大师。他出生于叶曼热林斯克，最高排名为世界第四（2003年10月），最高等级分则为2739分。
2015年9月，巴列耶夫从俄罗斯国际象棋协会转至加拿大国际象棋协会。